# Dirndli

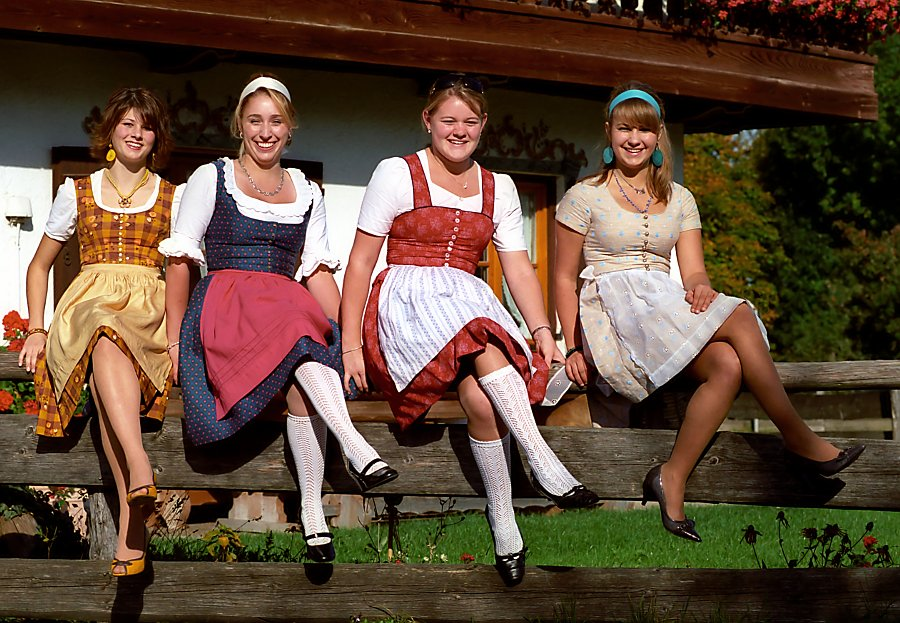

A dirndli (németül: Dirndl, bajor Diandl) osztrák, illetve bajor női népviselet. Az Alpok paraszti hagyományát folytató ruhát elsősorban Ausztriában, Dél-Tirolban és Bajorországban viselik. A dirndli szabályait csak lazán követő ruhák neve Landhausmode.

## Nevének eredete
A német Dirndl nevét a Dirne, lány szóból kapta.

## Története

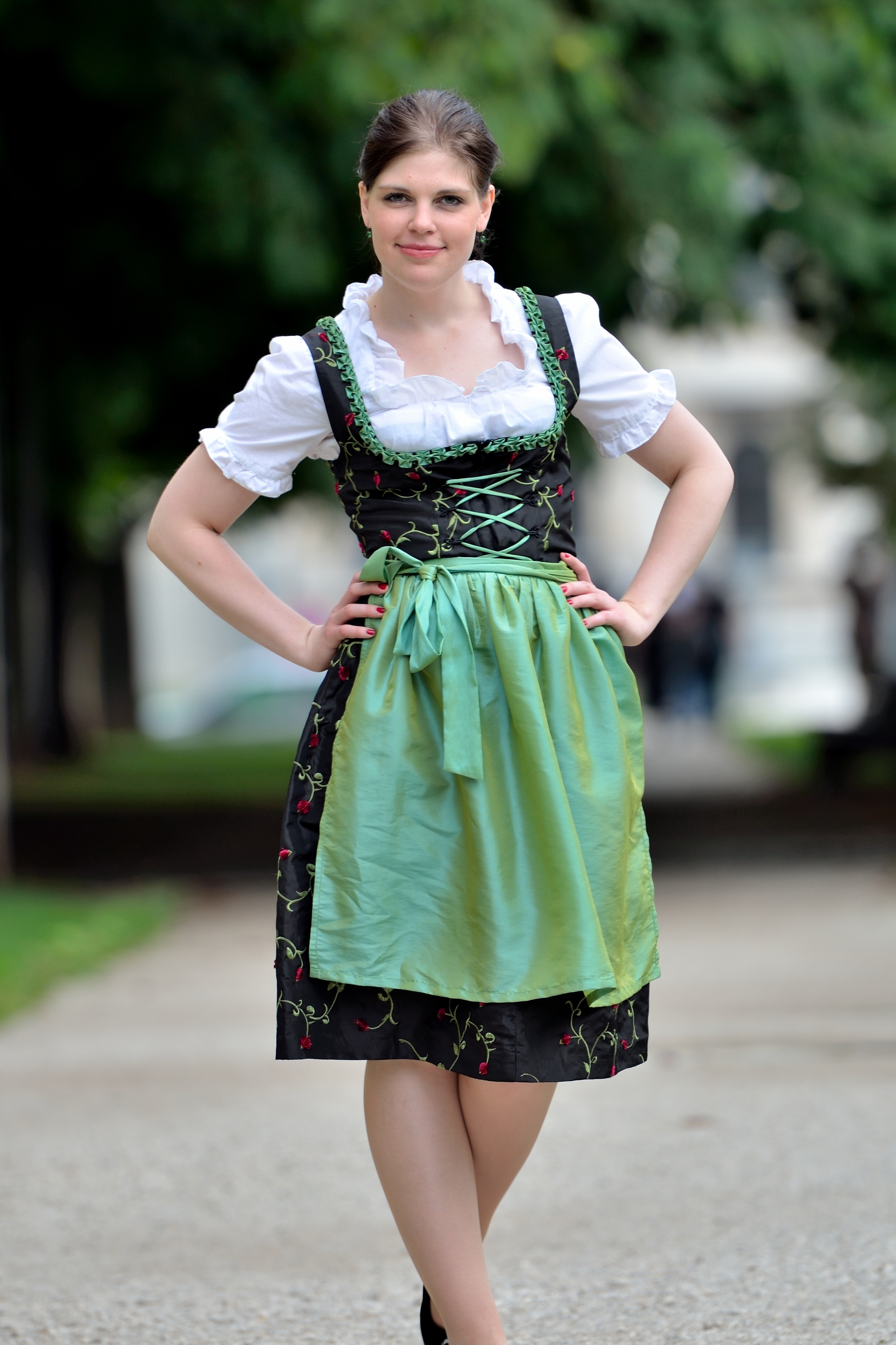

A 19. században terjedt el Bajorországban és Tirolban. Eredetileg népviselet volt, ami területenként változó volt. A ruhát ma is viselik, de népviselet jellegéből vesztett.

## Leírása
Részei a míder, alatta blúzing, szoknya és kötény, változó színekkel. A legtöbb magyar női népviselethez képest a dirndli egyszerű, de néha drága viselet, mert gyakran drága selyemanyagokból készül, kézi hímzésekkel.
A dirndlinek vannak téli és nyári változatai. A téli vastagabb, melegebb anyagokból készül, hosszú ujjakkal, sötétebb színekkel. A nyári könnyebb anyagból készül, könnyedebb stílusban, és többet mutat meg. A nyári dirndli ingujja rövid.
A dirndli kiegészítője lehet a derék köré csavart hosszú kötény, a mellény, vagy a gyapjúkendő. Egyes régiókban, mint az Ausseerland, vibráló színű, kézzel hímzett selyemsálakat és selyemkötényeket viselnek. Ékszerként kiegészítő lehet a nyaklánc, fülbevaló, bros, ezüstből, agancsból, vagy akár állatfogakból. A hideg időkben viselnek nehéz kabátokat, amely ugyanolyan stílusú, mint a dirndli, magas nyakkal, elöl gombokkal, vastag ujjatlan kesztyűkkel és gyapjúkalapokkal.
A dirndlik stílusa régiónként eltért, mára azonban többnyire leegyszerűsödött reprodukciók.

## Besenyszögi üzem
A gyár Sándor István vállalkozása, amit a rendszerváltás után alapított.
A ruhák varrását  27 emberrel kezdték a település polgármesteri hivatala melletti kis üzemben. 2000-ben avatták fel itt az új kétszintes csarnokot.